# العلاقات الأذربيجانية الماليزية
العلاقات الأذربيجانية الماليزية هي العلاقات الثنائية التي تجمع بين أذربيجان وماليزيا.

## مقارنة بين البلدين
هذه مقارنة عامة ومرجعية للدولتين:
| وجه المقارنة                                              | أذربيجان        | ماليزيا       |
| --------------------------------------------------------- | --------------- | ------------- |
| المساحة (كم2)                                             | 86.60 ألف       | 330.29 ألف    |
| عدد السكان (نسمة)                                         | 10.00 مليون     | 31.62 مليون   |
| الكثافة السكانية (ن./كم²)                                 | 115.47          | 95.73         |
| العاصمة                                                   | باكو            | كوالالمبور    |
| اللغة الرسمية                                             | اللغة الأذرية   | لغة ماليزية   |
| العملة                                                    | مانات أذربيجاني | رينغيت ماليزي |
| الناتج المحلي الإجمالي (بليون دولار)                      | 40.75 مليار     | 314.50 مليار  |
| الناتج المحلي الإجمالي (تعادل القوة الشرائية) بليون دولار | 171.56 مليار    | 817.43 مليار  |
| الناتج المحلي الإجمالي الاسمي للفرد دولار أمريكي          | 5.50 ألف        | 9.77 ألف      |
| الناتج المحلي الإجمالي للفرد دولار أمريكي                 | 17.52 ألف       | 25.64 ألف     |
| مؤشر التنمية البشرية                                      | 0.751           | 0.779         |
| رمز المكالمات الدولي                                      | +994            | +60           |
| رمز الإنترنت                                              | .az             | .my           |
| المنطقة الزمنية                                           | ت ع م+04:00     | ت ع م+08:00   |

## منظمات دولية مشتركة
يشترك البلدان في عضوية مجموعة من المنظمات الدولية، منها:
| علم المنظمة | اسم المنظمة                               | تاريخ انضمام أذربيجان | تاريخ انضمام ماليزيا |
| ----------- | ----------------------------------------- | --------------------- | -------------------- |
|             | منظمة التعاون الإسلامي                    | 1991                  | ?                    |
|             | الاتحاد البريدي العالمي                   | ?                     | ?                    |
|             | بنك التنمية الآسيوي                       | 1999                  | 1966                 |
|             | يونسكو                                    | 3 يونيو 1992          | 16 يونيو 1958        |
|             | البنك الدولي للإنشاء والتعمير             | 18 سبتمبر 1992        | 7 مارس 1958          |
|             | وكالة ضمان الاستثمار متعدد الأطراف        | 23 سبتمبر 1992        | 6 ديسمبر 1991        |
|             | الاتحاد الدولي للاتصالات                  | 10 أبريل 1992         | 3 فبراير 1958        |
|             | منظمة الشرطة الجنائية الدولية             | ?                     | ?                    |
|             | مؤسسة التمويل الدولية                     | 11 أكتوبر 1995        | 20 مارس 1958         |
|             | الأمم المتحدة                             | 2 مارس 1992           | 17 سبتمبر 1957       |
|             | مؤسسة التنمية الدولية                     | 31 مارس 1995          | 24 سبتمبر 1960       |
|             | منظمة حظر الأسلحة الكيميائية              | ?                     | ?                    |
|             | المركز الدولي لتسوية المنازعات الاستشارية | 18 أكتوبر 1992        | 14 أكتوبر 1966       |

## وصلات خارجية
- موقع وزارة الخارجية الأذربيجانية
- موقع وزارة الخارجية الماليزية